# 鈴ヶ峰
鈴ヶ峰（すずがみね）は、広島県広島市の西区と佐伯区を隔てる山である。

## 概要
標高 312 m 。北麓には美鈴が丘団地、南麓には井口台が広がる。登山道も整備されている。
南には広島湾が広がり、山との僅かな間を主要幹線である国道2号、JR山陽本線、そして広島電鉄宮島線が東西に通る。住居表示として広島市西区鈴が峰町があり、鈴が峰住宅と呼ばれる住宅団地や広島市立鈴が峰小学校が所在。

## 歴史
山頂近くに「鈴峰」と彫られた石碑が建てられており、この石碑は広島藩最後の藩主で浅野長勲の揮毫と伝えられている。

### 年表
- 2001年（平成13年）
  - この年、芸予地震が発生し、「鈴峰」と彫られた石碑が倒れる[2]。
- 2013年（平成25年）
  - 4月7日、住民組織「井口・鈴が峰魅力づくり委員会」が倒れた「鈴峰」の石碑を復元、除幕[2]。